# African Herbsman
African Herbsman è un album in studio del gruppo musicale giamaicano The Wailers del 1973, riedizione, con materiale aggiuntivo, dell'album Soul Revolution pubblicato due anni prima. L'album contiene brani registrati in Giamaica a partire dal 1970, con il produttore Lee Perry, prima che i Wailers ricevessero l'attenzione di tutto il mondo. Due brani, Trenchtown Rock e Lively Up Yourself sono stati autoprodotti dagli stessi Wailers.

## Tracce

### Lato A
1. Lively Up Yourself – 2:55
2. Small Axe – 4:00
3. Duppy Conqueror – 3:04
4. Trenchtown Rock – 3:01
5. African Herbsman – 2:26
6. Keep On Moving – 3:08
7. Fussing And Fighting – 2:30
8. Stand Alone – 2:10

### Lato B
1. All In One – 3:38
2. Don't Rock My Boat – 4:38
3. Put It On – 3:11
4. Sun Is Shining – 2:13
5. Kaya – 2:41
6. Riding High – 2:48
7. Brain Washing – 2:42
8. 400 Years – 2:32

## Formazione
- Lloyd Knibbs - batteria
- Lloyd Brevett - basso
- Bob Marley - voce e chitarra
- Jerome "Jah Jerry" Haines - chitarra
- Lyn Taitt - chitarra
- Ernest Ranglin - chitarra su It Hurts To Be Alone
- Jackie Mittoo - tastiera
- Roland Alphonso - sassofono
- Tommy McCook - sassofono
- Lester Sterling - sassofono
- Dennis "Ska" Campbell - sassofono
- Don Drummond - trombone
- Johnny "Dizzy" Moore - tromba